# Chira Sándor
Chira Sándor (Alexander Chira) (Irhóc, 1897. január 17. – Karagandi, 1983. május 26. vagy 1983. május 6.) görögkatolikus teológiai tanár, titokban felszentelt munkácsi görögkatolikus segédpüspök. Boldoggá avatása folyamatban van. 

## Élete
A helyi görögkatolikus parókus, Chira Kornél lelkész és Tabakovics Berta gyermekeként született. Középiskolai tanulmányait Máramarosszigeten végezte el. Teológiai tanulmányait a budapesti Központi Papnevelő Intézetben végezte el. 1920. december 20-án Papp Antal munkácsi püspök nőtlenként szentelte pappá. Kiválóan, irodalmi szinten beszélt magyarul.
1920 és 1922 között a munkácsi görögkatolikus püspökségen levéltáros és iktató, 1922 és 1923 között szülőfalujában, Irhócon parókus. 1923-24 között segédlelkész Kökényesen, 1924–49-ig teológiai tanár Ungváron. Itt több feladatot is betölt az évek során, volt a szeminárium spirituálisa, rektora és egyháztörténet- és kánonjog-tanára. A püspöki konzisztórium tanácsosa, pápai káplán, kanonok, erkölcstant és lelkipásztori teológiát tanított 1943-tól pápai prelátus. 
A szovjet csapatok 1944. szeptemberi bevonulásakor Boldog Romzsa Tódor – (Bendász István kanonok atya adatai szerint) előzetes pápai engedéllyel, a szükséghelyzet miatt, Orosz Péter mellett – püspökké szentelte. A görögkatolikus egyház felszámolása után paptársai többségével egyetértve nem volt hajlandó áttérni az ortodox egyházba, ezért 1949. február 10-én letartóztatták és Kijevben 25 év szabadságvesztésre és vagyonelkobzásra ítélték szovjetellenes agitáció és propaganda címén. Büntetését 1949 és 1956 között töltötte, Tajset (Irkutszki terület) és Kemerovo munkatáboraiban, főleg szénbányában és építkezéseken, valamint Omszkban. 1956-ban szabadlábra helyezték, ekkor visszatért Ungvárra, majd a szülőfalujába ment, s ott mint titkos püspök végzett szertartásokat, többek között papokat is szentelt.
Néhány hónap után ismét letartóztatták, 1957-ben öt évre ítélték. 1962-ben a kazahsztáni Karagandiba száműzték. Itt a szintén száműzött volgai németek, lengyelek, litvánok, lettek és ukránok titkos lelkipásztora lett. Kifejezetten figyelt arra, hogy mindenkinek a saját rítusa szerint szolgáltassa ki a szentségeket. Miután 1977-ben bejegyezték a karagandai római katolikus plébániát, ő segédlelkészi státuszba került. Több alkalommal látogatott rövid időre Kárpátaljára, s ez alkalmakkor – pápai engedéllyel, a szükséghelyzet alapján – négy alkalommal is (1964, 1977, 1978, 1983) püspököt szentelt. Ezzel próbálta biztosítani a görögkatolikus egyház fennmaradását.
1983-ban karagandai száműzetésében halt meg. Püspöki kinevezését egészen a halálos ágyáig titkolta. Boldoggá avatási eljárásának egyházmegyei szakasza 1997. december 14-én kezdődött el.